# Fritz Pfeffer
Fritz Pfeffer, född 30 april 1889, död den 20 december 1944, var en av personerna som från november 1942 gömde sig tillsammans med familjerna Frank och van Pels i gårdshuset på Prinsengracht 263 i Amsterdam. Han finns med i Anne Franks dagbok.
Hans alias i Anne Franks dagbok är Albert Dussel. Han var tandläkare och han avled i koncentrationslägret Neuengamme den 20 december 1944. I boken blir han också kallad herr dussel.